# Silene cancellata
Silene cancellata är en nejlikväxtart som först beskrevs av Venceslas Victor Jacquemont, Michael Pakenham Edgeworth och Hook. f., och fick sitt nu gällande namn av Majumdar. Silene cancellata ingår i släktet glimmar, och familjen nejlikväxter. Inga underarter finns listade i Catalogue of Life.